# Sphenomorphus bignelli
Sphenomorphus bignelli е вид влечуго от семейство Сцинкови (Scincidae). Видът не е застрашен от изчезване.

## Разпространение
Разпространен е в Соломонови острови.

## Описание
Популацията на вида е стабилна.